# Lysekils Stadshus AB
Lysekils Stadshus AB är ett svenskt förvaltningsbolag som agerar moderbolag för de verksamheter som Lysekils kommun har valt att driva i aktiebolagsform. Bolaget ägs helt av kommunen.

## Bolag
Källa: 
- Havets Hus i Lysekil Aktiebolag
- Leva i Lysekil Aktiebolag
- Lysekils Hamn AB
- Lysekilsbostäder AB